# Bennett Berger
Bennett Maurice Berger (geboren 1. Mai 1926 in Brooklyn; gestorben 10. November 2005 in La Jolla) war ein amerikanischer Kultursoziologe.

## Leben
Bennett Berger wuchs in der Bronx in einer eingewanderten jüdischen Familie der unteren Mittelschicht auf. Er  diente im Zweiten Weltkrieg in der US-Navy in Guam. Ab 1947 studierte er am Hunter College und wurde 1958 an der University of California, Berkeley promoviert. Ab 1959 lehrte er für vier Jahre als Assistenzprofessor an der University of Illinois, Urbana und lehrte als Professor an der University of California, San Diego sowie an der University of California, Davis.
Von seiner Pionierstudie über abweichendes Verhalten in Arbeiterfamilien der Vorstädte ausgehend führte Berger seine Forschungen über Jugend- und Erwachsenenkulturen in der damaligen Gesellschaft fort. Dabei ging es auch um Änderungen in der amerikanischen Kultur durch das Entstehen von Subkulturen und die Verschiebung der Generationsnormen.
Sein Nachlass befindet sich in der Universitätsbibliothek der University of California, Davis (Collection D-441).

## Schriften (Auswahl)
- Working-class suburb. A study of auto workers in suburbia. University of California Press, Berkeley 1968.
- Looking for America. Essays on youth, suburbia, and other American obsessions. Prentice-Hall, Englewood Cliffs 1971, ISBN 0-13-540500-9.
- Introduction, in: Bennett M. Berger (Hrsg.): Authors of their own lives : intellectual autobiographies by twenty American sociologists, Berkeley : Univ. of California Pr., 1990, S. xiii–xxviii
- Looking for the Interstices, in: Bennett M. Berger (Hrsg.): Authors of their own lives : intellectual autobiographies by twenty American sociologists, Berkeley : Univ. of California Pr., 1990, S. 152–164
- An essay on culture. Symbolic structure and social structure. University of California Press, Berkeley 1995, ISBN 0-520-20016-0.
- The survival of a counterculture. Ideological work and everyday life among rural communards. Transaction Publishers, New Brunswick 2004, ISBN 0-7658-0805-6.